# España en los Juegos Olímpicos de la Juventud 2014
España participó en los Juegos Olímpicos de la Juventud Nankín 2014. El Responsable del equipo olímpico fue el Comité Olímpico Español (COE), así como las federaciones deportivas nacionales de cada deporte con participación. 

## Deportes
| Deporte        | Masculino | Femenino | Total |
| Bádminton      | 1         | 1        | 2     |
| Baloncesto 3x3 |           | 4        | 4     |
| Ciclismo       |           | 2        | 2     |
| Hockey hierba  | 9         |          | 9     |
| Judo           |           | 1        | 1     |
| Piragüismo     |           | 1        | 1     |
| Remo           |           | 2        | 2     |
| Rugby 7        |           | 12       | 12    |
| Taekwondo      | 1         |          | 1     |
| Tiro con arco  |           | 1        | 1     |
| Vela           |           | 1        | 1     |
| TOTAL          | 11        | 25       | 36    |

## Bádminton
España clasificó a un jugador en categoría masculina y una jugadora en categoría femenina gracias a su posición en el Ranking Mundial Junior de la BWF en fecha 2 de mayo de 2014.
- Individual masculino - 1 jugador - Enrique Peñalver
- Individual femenino - 1 jugadora - Clara Azurmendi

## Baloncesto 3x3
España clasificó a un equipo femenino al haber finalizado en el 3° lugar en el Campeonato FIBA Mundial Femenino de Basket 3x3 de 2013.
- Torneo femenino - 1 equipo de 4 jugadoras

## Ciclismo
España clasificó a un equipo femenino sobre la base de su posición en el ranking suministrado por la UCI.
- Competición femenina por equipos - 1 equipo de 2 corredoras - Elisabet Esscursell y María Rodríguez

## Judo
España clasificó a una judoca en la competición femenina en la categoría de 78 kg, sobre la base de su resultado en el Campeonato Mundial 2013 de Judo categoría Cadete.
- Competición femenina - Categoría 78 kg - Sara Rodríguez

## Piragüismo
España clasificó a una tripulación femenina en categoría JW2- sobre la base de su resultado en Campeonatos Mundiales Junior de Piragüismo (Sprint y Slalom) de 2013.
- Competición femenina JW2- - 1 tripulación - Camila Aldana Morrison del Club Náutico Pontecesures (Pontevedra)]

## Remo
España clasificó a una tripulación femenina sobre la base de su resultado en los Campeonatos Mundiales de Remo Junior de 2013
- Competición femenina por parejas - 1 tripulación - 2 remeras - Rocío Lao Sánchez y Valeria de las Nieves del CN Sevilla

## Taekwondo
España clasificó a un luchador masculino en la categoría de 55 kg, sobre la base de su resultado en el Torneo de Clasificación de Taekwondo.
- Competición masculina - Categoría 55 kg - Jesús Tortosa Cabrera

## Hockey hierba
España clasificó a un equipo masculino de hockey por haber ganado el Campeonato Europeo sub-18 de 2013 I.
- Torneo masculino - 1 equipo de 9 jugadores

## Rugby 7
España clasificó a un equipo femenino de rugby 7 al finalizar 4° en el Copa del Mundo de Rugby 7 2013 y ser así el equipo mejor posicionado de Europa.
- Torneo femenino - 1 equipo de 12 jugadoras. Las Leonas

## Vela
España clasificó a una regatista de Techno 293 tras el Campeonato Europeo celebrado en el lago de Garda, en Torbole, Trentino, (Italia).
- Torneo femenino - Techno 293 - 1 regatista. María Fatou Losada del CN Sevilla

## Tiro con arco
España clasificó a una tiradora en el evento femenino.
- Evento femenino - 1 tiradora - Alicia Marín Martínez